# Coleoxestia exotica
Espèce
Coleoxestia exotica est une espèce de coléoptères de la famille des Cerambycidae.